# ライダーキック

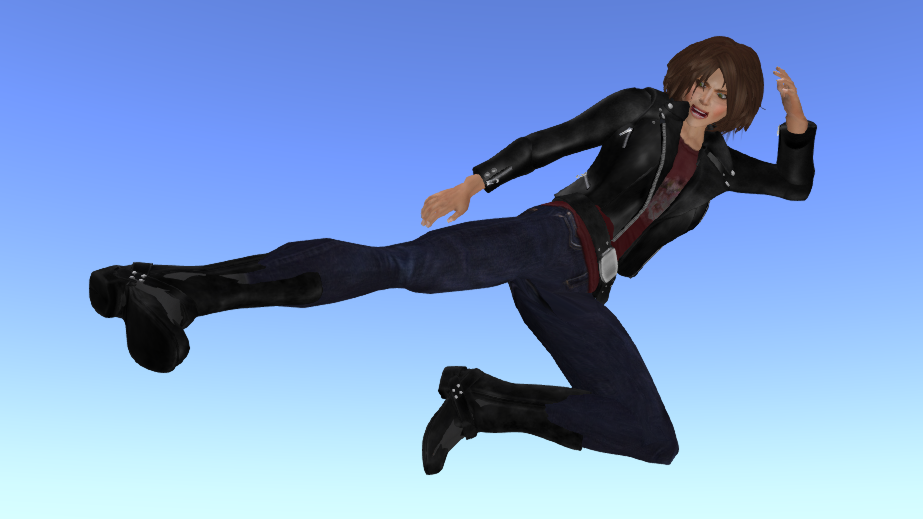
ライダーキックの基本的なフォーム

ライダーキックは、仮面ライダーシリーズで仮面ライダーが使う必殺技である。

## 概要
仮面ライダーの必殺技の代表格。基本的には高いジャンプから放つ跳び蹴りであり、戦闘における決め技として用いられる。受けた敵（改造人間や怪人など）は耐えられず、ひとたまりもなく爆発（もしくは死亡か消滅など）してしまうほどの威力をもつ。特撮作品では円谷プロダクションのウルトラマンが用いるスペシウム光線と並ぶ、有名な必殺技である。
第1作『仮面ライダー』では第1話から登場しており、主題歌のタイトルにもなっている。元来は初代の仮面ライダー1号・2号がバッタの能力を持つことから、その脚力や跳躍力を表現する技として設定されたものであるが、後続の作品でも必殺技として取り入れられ、多様な形態をとりながら継承されていった。
ただし、すべての仮面ライダーがキックを使用するわけではなく、仮面ライダーアマゾンや仮面ライダーBLACK RXのようにキックが主たる必殺技ではない者のほか、仮面ライダーシンや仮面ライダー響鬼などのように必殺技としてのキック技を本編では使用しなかった者も少なくない。
中にはキックの衝撃だけではなく、脚を通じて相手に何らかのエネルギーや物質を流し込むことで破壊力を増しているタイプも多いほか、キックの前にポーズをつけたりワンアクションを入れたりする場合も多いが、平成シリーズではキックの前に「ベルトのボタンを押す」「キック用のアイテムをベルトなどにスキャンさせる」「足にキック用装備を装着する」など、各作品の放送期間に合わせて発売される玩具との連動性が強くなっている。
『仮面ライダー』の本放送時には、子供たち視聴者にライダーキックを真似て負傷する者が出て社会問題となり、劇中ではライダーキックを真似る少年ライダー隊の子供たちに本郷猛と滝和也が注意を呼びかける場面が挿入された（仮面ライダー1号#必殺技も参照）。
作中では、真上にジャンプして最頂点に達した後に斜め下に向かってキックを放つという流れであるため、「現実で完璧に再現することは物理的に不可能である」と指摘されることもあるが、その動きの多くは初期の作品で見られるものであり、昭和後期や平成期の作品では前方に向かってジャンプする、何らかの外的要因により前方への推進力を得るといった描写が多く見られるため、この指摘は不適当になりつつある（そもそもライダーキックのすべてが跳び蹴りとは限らない）。
ザ・グレート・サスケなど一部のプロレスラーにおいて、変形のミサイルキックを「ライダーキック」と称して使用する選手や、漫画・アニメ・ゲームにも似た技を繰り出す登場人物が存在する。